# Борисоглебск (МАПП)
Борисогле́бск — единственный пункт пропуска через государственную границу в сторону Норвегии, находится на территории Печенгского района Мурманской области в окрестностях посёлка Борисоглебский, в 40 км от административного центра Печенгского района посёлка городского типа Никель.

## Расположение
- федеральный округ — Северо-Западный
- субъект РФ — Мурманская область
- сопредельное государство — Норвегия
- сопредельный пункт пропуска — Стурскуг (норв. Storskog)

## Характеристики
- вид сообщения — автомобильный
- тип границы — сухопутная
- статус — многосторонний
- характер сообщения — грузопассажирский
- режим работы — постоянный
- время работы — начиная с октября 2022 постоянный график с 10:00 до 17:00 МСК[1]. Сопредельный пункт пропуска Стурскуг работает по норвежскому времени летом с 09:00 до 16:00, зимой с 08:00 по 15:00[2]
- количество полос для автомобилей на въезд — 1
- количество полос для автомобилей на выезд — 2
- проектная пропускная способность — 150 автомобилей, 700 человек в сутки

## История
Пункт перехода был учрежден на основании Постановления Совета Министров СССР № 193 от 23.02.1984.